# Ingenieurhydrologie
Die Ingenieurhydrologie benutzt Verfahren der Hydrologie für wasserwirtschaftliche Aufgabenstellungen an natürlichen Gewässern und wasserwirtschaftlichen Anlagen. Bei natürlichen Gewässern stehen Bewirtschaftung und Schutz (z. B. Hoch- oder Niedrigwasser, mangelnde Gewässergüte) im Vordergrund, bei der Auslegung wasserwirtschaftlicher Anlagen hingegen Bemessung, Bau und Betrieb.